# Schwarzfahrer (1993)
Schwarzfahrer ist ein Kurzfilm des deutschen Regisseurs Pepe Danquart aus dem Jahr 1993.

## Handlung
Die verfilmte Urban Legend nimmt sich des Problems der alltäglichen Fremdenfeindlichkeit bzw. des alltäglichen Rassismus an. Der Filmtitel ist ein Wortspiel um den Begriff Schwarzfahrer. In Schwarz-Weiß-Bildern erzählt er die Geschichte eines jungen Schwarzen, der in einer Berliner Straßenbahn von einer älteren Frau wegen seiner Hautfarbe beschimpft wird. Sie wirft ihm und allen Dunkelhäutigen unter anderem vor, übel zu riechen, AIDS zu verbreiten und das Sozialsystem auszunutzen. Die anderen Fahrgäste verfolgen das Geschehen weitgehend stumm und mischen sich nicht ein.
Als ein Kontrolleur zusteigt, um die Fahrkarten zu überprüfen, und die ältere Frau ihre Karte zückt, nimmt der junge Mann ihr den Fahrschein weg und isst ihn auf. Bei der Kontrolle verteidigt sich die Frau beim Schaffner mit den Worten „Der Neger hier hat ihn eben aufgefressen!“, während der Schwarze sie ironisch anblickt und eine Dauerfahrkarte vorzeigen kann. Der Schaffner hält dies für eine unglaubwürdige Ausrede und fordert die Frau auf auszusteigen. Die anderen Passagiere bemühen sich nicht, die Frau zu unterstützen. Gleichzeitig hält sich in der Bahn ein tatsächlicher Schwarzfahrer auf, ein junger Weißer, der durch die Ablenkung unbehelligt bleibt.

## Auszeichnungen
Der Regisseur Danquart wurde für Schwarzfahrer 1994 mit dem Oscar für den besten Kurzfilm ausgezeichnet. 1993 hatte er beim Melbourne International Film Festival in der gleichen Kategorie den Preis gewonnen.